# Планковский импеданс
Пла́нковский импеда́нс (пла́нковское сопротивле́ние, обозначение: ZP) — единица измерения электрического сопротивления в планковской системе единиц — одной из систем естественных единиц измерения. Планковский импеданс прямо связан с волновым сопротивлением вакуума Z0 и отличается от него только в 4π раз.
{\displaystyle Z_{\text{P}}={\frac {V_{\text{P}}}{I_{\text{P}}}}={\frac {1}{4\pi \varepsilon _{0}c}}={\frac {\mu _{0}c}{4\pi }}={\frac {Z_{0}}{4\pi }}} = 29,9792458 Ом,
где {\displaystyle V_{\text{P}}} — планковское напряжение,
{\displaystyle I_{\text{P}}} — планковский ток,
{\displaystyle c} — скорость света в вакууме,
{\displaystyle \mu _{0}} — магнитная постоянная,
{\displaystyle \varepsilon _{0}} — электрическая постоянная,
{\displaystyle Z_{0}} — волновое сопротивление вакуума.
Численное значение 29,9792458 = {\displaystyle {\frac {Z_{\text{P}}}{1~{\text{Ом}}}}} в действительности равно {\displaystyle {\frac {c}{10^{7}~{\text{м/с}}}}.} Коэффициент 107 возникает из определения {\displaystyle \varepsilon _{0}={\frac {1}{4\pi c^{2}}}\cdot 10^{7}} Ф/м (точно), принятого в системе СИ до 2019 года. После изменения определений основных единиц СИ в 2019 году значение скорости света стало точной величиной (через него выражаются метр и секунда), по определению равной 299 792 458 м/с, и это привело к тому, что вышеуказанное определение электрической постоянной перестало быть точным, оно выполняется лишь приближённо, с относительной погрешностью ~10−10 . В результате единица планковского сопротивления выражается в единицах системы СИ также с относительной погрешностью  ~10−10.